# Happi

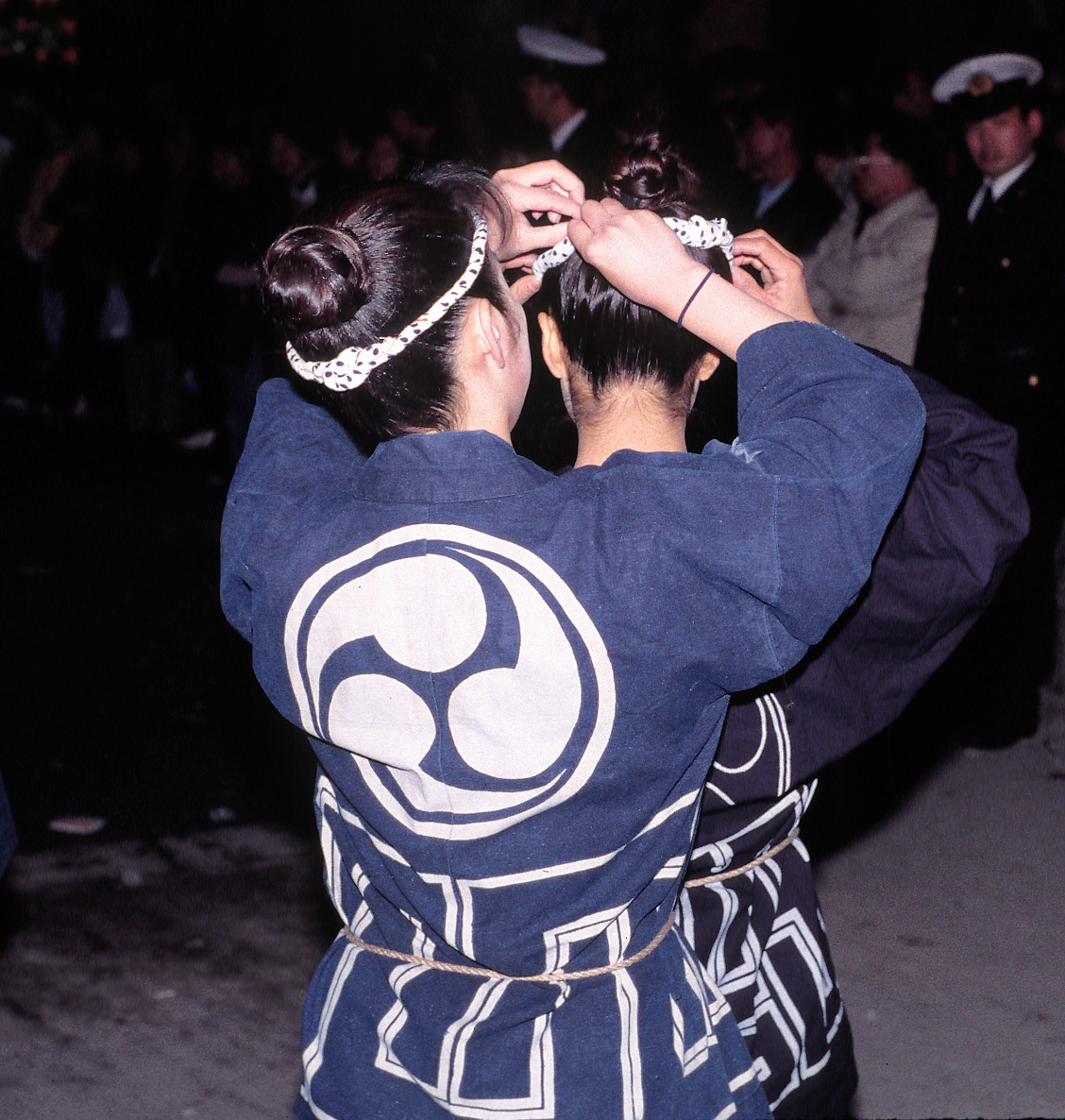
Mulher em um festival vestindo um happi

Happi (法被, 半被) é um revestimento tradicional de origem japonesa, geralmente feito de algodão marrom ou índigo, e impresso com um dinstintivo. Originamente, eles representavam alguma família com seu logotipo (distintivo). Posteriormente, o happi começou a possuir logotipo de lojas e organizações. Além disso, antigamente os bombeiros usavam o happi e o símbolo em suas costas se referia ao grupo com o qual eles estavam associados.